# 1987年北海道知事選挙
1987年北海道知事選挙（1987ねんほっかいどうちじせんきょ）は、北海道の執行機関である北海道知事を選出するため1987年4月12日に投票が行われた選挙で、第11回統一地方選挙前半戦の一環として実施された。

## 概要
知事の任期4年が満了したことに伴って実施された選挙である。北海道知事選挙は第1回（1947年）以来、一貫して統一地方選挙の日程で実施されている。また北海道は日本社会党（以下社会党）の勢力が強い地域で、知事選挙では保革による激しい一騎討ちの選挙戦が展開されてきた。
この時の知事選挙は、前回（1983年）の知事選挙で当選した横路孝弘の革新道政を継続させるか否かが争点となった。また選挙戦に入ると「売上税」問題も争点に浮上して有権者の関心も高まり、激しい選挙戦が展開された。当時の北海道は減反や二百海里減船対策、国の第8次石炭政策による相次ぐ炭鉱閉山、特定地方交通線の問題など、北海道の基幹産業である農漁業や炭鉱業および公共交通機関が産業構造転換を前にして問題に直面している中で行われた選挙となった。横路候補はこれら一連の産業構造転換を「国による地方いじめの時代」とし、「地方の復権」「地方の自立」を訴え、対する松浦候補は元食糧庁長官という経歴から「中央との太いパイプ」を前面に打ち出し、公共事業など国の予算の重点配分による危機打開を提示し、真っ向から対立した。選挙の結果、現職の横路候補が新人の松浦候補と山辺候補を大差で破って再選を果たした。

## 候補者
立候補を届け出た候補者は以下の通りである。
| 候補者名 | 党派   | 新旧 | 推薦・支持政党                             | 前職              |
| -------- | ------ | ---- | ------------------------------------------ | ----------------- |
| 松浦昭   | 無所属 | 新人 | 自由民主党                                 | 食糧庁長官        |
| 山辺富也 | 無所属 | 新人 | 日本共産党                                 | 北海道民医連会長  |
| 横路孝弘 | 無所属 | 現職 | 日本社会党・社会民主連合・サラリーマン新党 | 北海道知事（1期） |

## 選挙結果
- 投票日：1987年4月13日
- 投票率：78.33%（当日有権者数4,014,938名/投票者数3,144,906名）前回比-5.56%

| 当落 | 候補者   | 党派   | 新旧 | 推薦・支持政党         | 得票数    | 得票率 |
| ---- | -------- | ------ | ---- | ---------------------- | --------- | ------ |
| 当選 | 横路孝弘 | 無所属 | 現職 | 社会党・社民連・サラ新 | 2,110,730 | 67.57% |
|      | 松浦昭   | 無所属 | 新人 | 自民党                 | 887,306   | 28.41% |
|      | 山辺富也 | 無所属 | 新人 | 共産党                 | 125,604   | 4.02%  |
|      |          |        |      |                        | 3,123,640 |        |
出典：北海道知事選挙の結果（昭和22年～現在）（xlsファイル）北海道選挙管理委員会（2011年4月16日閲覧）
選挙の結果、現職の横路候補が松浦、山辺両新人候補を圧倒的大差で破って再選を果たした。当選した横路候補と次点の松浦候補との票差は122万票を上回り、1963年の知事選で町村金五（自民党）が荒哲夫（社会党）を64万票差で破ったのをはるかに上回った。後に2011年知事選で高橋はるみが木村俊昭を130万票余差で破るまで、道知事選史上最大の票差となった。

### 解説
横路候補が圧勝した要因としては、まず今回の統一地方選挙が「売上税」問題に対する国民的信任投票の色彩が強まった結果、自民党への批判を大量に集めたことが挙げられる。また知事就任以降、「日の丸」容認や自衛隊幹部を招いての夕食会など革新色を排除した横路道政1期目の「道民党」路線が、保革の枠組みを超えた道民の広範な支持を集めることに成功したことも大量得票に結びついた。そして選挙体制についても前回から大きく様変わりし、後援会である「すみよい北海道をつくる会」は前回の約90市町村から全212市町村で発足し、役員も労組関係のみならず地元経済人など保守の地域有力者が参加するなどして幅が広がりきめ細やかな集票作戦を展開出来た。さらにはこれまで保守陣営の選挙母体であった「道庁マシーン」が今回、現職である横路候補の集票マシーンとして機能したことも横路圧勝の要因となった。
推薦政党も4年前は社会党と革自連のみであったが、今回は前回選挙にて保守陣営に回った社民連、さらにはサラリーマン新党が推薦を決めた。また公明党や民社党は、前回の保守系候補への相乗りから一転して「自主投票」に回ったが、告示直前に矢野絢也公明党委員長が北海道入りして横路道政を評価する発言をした他、社会党と鋭く対立してきた民社党の春日一幸常任顧問が公示後に横路候補応援のために来道するなど事実上、横路候補を支持する態度を取った。
一方、敗れた自民党推薦の松浦候補の陣営は最後まで陣営内部を固めきることができなかった結果、大敗した。敗因の要因として中曽根内閣が導入しようとした「売上税」に対する態度が選挙戦直前まで曖昧だったことが挙げられる。当初、松浦陣営は売上税問題に対しては「国政上の問題であり、国会での論議を見守る」として慎重姿勢を取っていたが、87年の3月に入り後援会が売上税反対の決議をした段階でやっと「断固反対」の姿勢を取るようになった。この一連の過程が有権者から見た場合、「選挙戦目当ての方向転換」と採られてしまい、早くから売上税反対を訴え保守層を取り込んだ横路候補とは対照的な結果となってしまった。
1983年知事選で、独自候補を擁立した共産党陣営は今回、山辺候補を擁立した。選挙戦では横路道政1期目に対して「保守道政を継続させた」と厳しく批判する一方で、松浦候補に対しても「中央直結が、8次石炭政策による炭鉱閉山など今日の北海道の危機を招いた」として追求する姿勢を取ったが、前回得票を1万票以上下回る結果となった。